# Montanhas Bilijane
As montanhas Bilijane (em turco: Bilican Dağları) são uma cadeia de montanhas na Turquia, localizada no distrito de Bulaneque, em Muxe. Se eleva no final da extensão das montanhas Iacupa, que é a extensão do monte Supecane no leste. As Bilijane estão localizadas entre as planícies de Bulaneque e Liz e são uma das cadeias montanhosas mais altas de Muxe. Elas se estendem até o centro da cidade de Bulaneque descendo regularmente.